# Championnat d'Équateur de football 2001
Navigation
Saison précédente Saison suivante
La saison 2001 du Championnat d'Équateur de football est la quarante-troisième édition du championnat de première division en Équateur.
Dix équipes prennent part à la Série A, la première division. Le championnat est scindé en deux tournois, Ouverture et Clôture, qui détermine les qualifications pour la poule pour le titre (l'Hexagonal). Les deux tournois sont disputés sous la forme d'une poule unique, avec les trois premiers qualifiés pour l'Hexagonal. La relégation est déterminée par le classement cumulé des deux tournois.
C'est le Club Sport Emelec qui est sacré après avoir terminé en tête de l'Hexagonal, avec un seul point d'avance sur le Club Deportivo El Nacional et deux sur le tenant du titre, Centro Deportivo Olmedo. C'est le 9e titre de champion d'Équateur de l'histoire du club.

## Les clubs participants
| - Sociedad Deportiva Aucas - Barcelona Sporting Club - Deportivo Quito - Club Sport Emelec - Club Deportivo El Nacional | - Club Social y Deportivo Macara - LDU Portoviejo - Promu de Série B - Club Deportivo Delfin - Promu de Série B - Centro Deportivo Olmedo - Club Deportivo Espoli |

## Compétition
Le barème de points utilisé pour déterminer les différents classements est le suivant :
- Victoire : 3 points
- Match nul : 1 point
- Défaite : 0 point

### Tournoi Ouverture

#### Classement
| Rang | Équipe                         | Pts | J  | G  | N  | P  | Bp | Bc | Diff |
| ---- | ------------------------------ | --- | -- | -- | -- | -- | -- | -- | ---- |
| 1    | Club Deportivo El Nacional     | 37  | 18 | 11 | 4  | 3  | 33 | 20 | +13  |
| 2    | Club Deportivo Espoli          | 32  | 18 | 9  | 5  | 4  | 34 | 22 | +12  |
| 3    | Centro Deportivo Olmedo T      | 32  | 18 | 10 | 2  | 6  | 27 | 23 | +4   |
| 4    | Club Social y Deportivo Macará | 25  | 18 | 7  | 4  | 7  | 25 | 20 | +5   |
| 5    | Sociedad Deportiva Aucas       | 25  | 18 | 5  | 10 | 3  | 16 | 13 | +3   |
| 6    | Club Sport Emelec              | 24  | 18 | 6  | 6  | 6  | 25 | 28 | -3   |
| 7    | Barcelona Sporting Club        | 21  | 18 | 5  | 6  | 7  | 18 | 18 | 0    |
| 8    | Club Deportivo Delfín P        | 20  | 18 | 5  | 5  | 8  | 22 | 31 | -9   |
| 9    | LDU Portoviejo P               | 16  | 18 | 4  | 4  | 10 | 17 | 25 | -8   |
| 10   | Deportivo Quito                | 13  | 18 | 3  | 4  | 11 | 16 | 33 | -17  |

|  | Qualification pour l'Hexagonal           |
|  | T : Tenant du titre P : Promu de Série B |

- Les trois premiers reçoivent un bonus respectif de 3,2 et 1 point au démarrage de l'Hexagonal.

### Tournoi Clôture

#### Classement
| Rang | Équipe                         | Pts | J  | G  | N | P  | Bp | Bc | Diff |
| ---- | ------------------------------ | --- | -- | -- | - | -- | -- | -- | ---- |
| 1    | Club Sport Emelec              | 35  | 18 | 11 | 2 | 5  | 25 | 13 | +12  |
| 2    | Barcelona Sporting Club        | 34  | 18 | 9  | 7 | 2  | 23 | 13 | +10  |
| 3    | Deportivo Quito                | 33  | 18 | 10 | 3 | 5  | 35 | 25 | +10  |
| 4    | Club Social y Deportivo Macará | 29  | 18 | 8  | 5 | 5  | 23 | 17 | +6   |
| 5    | Club Deportivo El Nacional     | 28  | 18 | 7  | 7 | 4  | 31 | 20 | +11  |
| 6    | Sociedad Deportiva Aucas       | 24  | 18 | 7  | 3 | 8  | 22 | 22 | 0    |
| 7    | Centro Deportivo Olmedo T      | 22  | 18 | 6  | 4 | 8  | 21 | 18 | +3   |
| 8    | Club Deportivo Espoli          | 18  | 18 | 4  | 6 | 8  | 20 | 23 | -3   |
| 9    | Club Deportivo Delfín P        | 16  | 18 | 5  | 1 | 12 | 22 | 43 | -21  |
| 10   | LDU Portoviejo P               | 11  | 18 | 3  | 2 | 13 | 21 | 49 | -28  |

|  | Qualification pour l'Hexagonal           |
|  | T : Tenant du titre P : Promu de Série B |

- Les trois premiers reçoivent un bonus respectif de 3,2 et 1 point au démarrage de l'Hexagonal. Cependant, Deportivo Quito perd son bonus, pour avoir terminé dernier du tournoi Ouverture.

### Classement cumulé
Un classement cumulé des résultats obtenus lors des deux tournois permet de déterminer les deux équipes reléguées à l'issue de la saison.
| Rang | Équipe                         | Pts | J  | G  | N  | P  | Bp | Bc | Diff |
| ---- | ------------------------------ | --- | -- | -- | -- | -- | -- | -- | ---- |
| 1    | Club Deportivo El Nacional     | 65  | 36 | 18 | 11 | 7  | 64 | 40 | +24  |
| 2    | Club Sport Emelec              | 59  | 36 | 17 | 8  | 11 | 50 | 41 | +9   |
| 3    | Barcelona Sporting Club        | 55  | 36 | 14 | 13 | 9  | 41 | 31 | +10  |
| 4    | Club Social y Deportivo Macará | 54  | 36 | 15 | 9  | 12 | 48 | 37 | +11  |
| 5    | Centro Deportivo Olmedo T      | 54  | 36 | 16 | 6  | 14 | 48 | 41 | +7   |
| 6    | Club Deportivo Espoli          | 50  | 36 | 13 | 11 | 12 | 54 | 45 | +9   |
| 7    | Sociedad Deportiva Aucas       | 49  | 36 | 12 | 13 | 11 | 38 | 35 | +3   |
| 8    | Deportivo Quito                | 46  | 36 | 13 | 7  | 16 | 51 | 58 | -7   |
| 9    | Club Deportivo Delfín P        | 36  | 36 | 10 | 6  | 20 | 44 | 74 | -30  |
| 10   | LDU Portoviejo P               | 27  | 36 | 7  | 6  | 23 | 38 | 74 | -36  |

|  | Qualification assurée pour l'Hexagonal   |
|  | Relégation directe en Série B            |
|  | T : Tenant du titre P : Promu de Série B |

### Phase finale

#### Hexagonal
| Rang | Équipe                        | Pts | J  | G | N | P | Bp | Bc | Diff |
| ---- | ----------------------------- | --- | -- | - | - | - | -- | -- | ---- |
| 1    | Club Sport Emelec +3          | 22  | 10 | 6 | 1 | 3 | 13 | 11 | +2   |
| 2    | Club Deportivo El Nacional +3 | 21  | 10 | 5 | 3 | 2 | 16 | 5  | +11  |
| 3    | Centro Deportivo Olmedo +1    | 20  | 10 | 5 | 4 | 1 | 15 | 8  | +7   |
| 4    | Barcelona Sporting Club +2    | 11  | 10 | 2 | 3 | 5 | 6  | 10 | -4   |
| 5    | Deportivo Quito               | 11  | 10 | 3 | 2 | 5 | 9  | 18 | -9   |
| 6    | Club Deportivo Espoli +2      | 8   | 10 | 1 | 3 | 6 | 8  | 15 | -7   |

|  | Qualification pour la Copa Libertadores 2002 |

## Bilan de la saison
| Championnat d'Équateur de football 2001 |                              |
| Champion                                | Club Sport Emelec (9e titre) |
| Qualifications continentales            |                              |
| Copa Libertadores 2002                  | Club Sport Emelec            |
| Copa Libertadores 2002                  | Club Deportivo El Nacional   |
| Copa Libertadores 2002                  | Centro Deportivo Olmedo      |
| Promotions et relégations               |                              |
| Promus en Série A                       | LDU Quito                    |
| Promus en Série A                       | Deportivo Cuenca             |
| Relégués en Série B                     | LDU Portoviejo               |
| Relégués en Série B                     | Club Deportivo Delfin        |